# Phil Mickelson
Philip Alfred Mickelson (* 16. Juni 1970 in San Diego, Kalifornien), Spitzname Lefty, ist ein US-amerikanischer, linkshändig spielender Profigolfer der LIV Golf.

## Karriere
Mickelsons bisher beste Saison war das Jahr 2004, in der er mit dem US-Masters sein erstes Major-Turnier gewann und in den drei anderen Majors in den Top 10 landete.
Vor seinem Masters-Gewinn galt Mickelson als einer der ‚besten Golfer ohne einen Major-Sieg‘. Bei den PGA Championships 2005 im Baltusrol Golf Club konnte er seinen zweiten Sieg bei einem Major-Turnier feiern. Beim US-Masters 2006 holte sich Mickelson erneut das begehrte Green Jacket und gehörte somit zu der Gruppe von lediglich 16 Spielern, welche das wohl bedeutendste Majorturnier im Golf mehr als einmal gewinnen konnten. Zudem gelang es ihm, einen so genannten  back-to-back-Majorsieg zu erringen, da das US-Masters damals der PGA Championship des Vorjahres nachfolgte. Eine weitere Besonderheit schaffte Mickelson mit einem back-to-back-Sieg auf der PGA Tour bezüglich der Vorwoche. Er gewann zuvor die Bell South Classic in Duluth, Georgia mit 13 Schlägen Vorsprung.
Mit dem Sieg beim unter den Spielern als fünftes Major geltenden Players Championship gelang Mickelson im Mai 2007, neben seinen bis dahin drei Major-Siegen, einer der größten Erfolge seiner Karriere. Im Jahr 2010 sicherte er sich zum dritten Mal den Sieg beim The Masters. Im Laufe des Jahres schmolz Tiger Woods’ Vorsprung als Nr. 1 in der Weltrangliste auf ein Minimum. Mickelson hatte bei zwölf Turnieren die Chance, Woods an der Spitze abzulösen, konnte jedoch keine einzige nutzen und wurde stattdessen im Oktober 2010 von Lee Westwood auf Rang 3 verdrängt. Im Jahr 2012 wurde Mickelson in die World Golf Hall of Fame aufgenommen. Als erstem Spieler überhaupt gelang es ihm im Jahr 2013, die Scottish Open und in der darauffolgenden Woche die Open Championship zu gewinnen. Die folgenden Jahre waren nicht mehr so erfolgreich und bis zu den 2018 World Golf Championships in Mexiko gewann Mickelson kein weiteres Turnier mehr. 2019 debütierte er auf der Champions Tour und gewann gleich sein erstes Event. Auch sein zweites Turnier auf der Champions Tour konnte Mickelson gewinnen.
2021 gelang Mickelson auf dem Ocean Course auf Kiawah Island sein zweiter Sieg bei den PGA Championships. Er konnte sich mit 6 Schlägen unter Par gegen Brooks Koepka und Louis Oosthuizen (jeweils −4) durchsetzen. Der keinesfalls vor dem Turnier als Favorit gehandelte Mickelson ist mit seinen 50 Jahren der älteste Spieler, der jemals ein Major im Golfsport gewinnen konnte.
Mickelson spielte von 1994 bis 2018 in jedem Presidents Cup und Ryder-Cup-Team der USA. Er ist der alleinige US-Rekordspieler in der Ryder-Cup-Geschichte. Mickelson genießt eine große Beliebtheit beim Publikum, was auf seine spektakuläre Spielweise, aber auch auf seine sympathisch wirkende Persönlichkeit zurückzuführen ist. Mit einem Einkommen von 49,5 Millionen Euro im Jahr 2008 war er hinter Tiger Woods der bestverdienende Sportler.
Mickelson ist verheiratet mit Amy, geborene McBride, und hat drei Kinder: Amanda, Sophia und Evan.

## Mickelsons Spiel

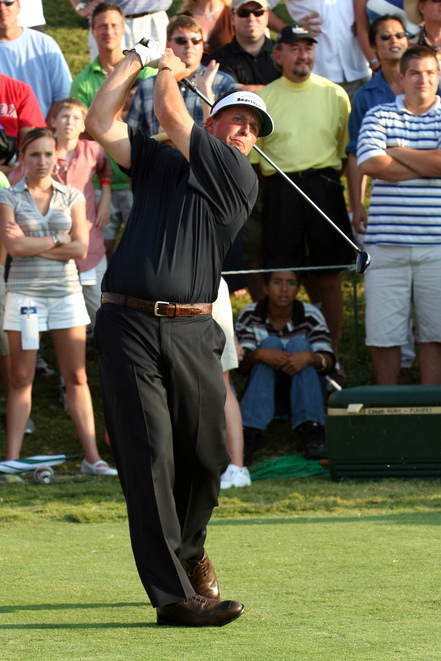
Mickelson 2007

Wie sein Berufskollege Mike Weir ist auch Mickelson ein Rechtshänder, der linkshändig golft. Als herausragend gilt sein kurzes Spiel, was ihm den Spitznamen „Wedge Wizard“ einbrachte – die neueren PGA-Statistiken spiegeln diese Eigenschaft allerdings nicht vollständig wider: Seine Rangpositionen z. B. im Scrambling (gerettete Pars nach verfehlten Grüns) oder Sand Saves (gerettete Pars nach Bunkerschlägen) sind gut, aber nicht herausragend.
„Statistisch nachweisbar“ ist Mickelson aber einer der besten Putter der PGA Tour – so hatte er in der Saison 2013 die Rangposition 6 (von 180) in der Statistik „Strokes Gained“ inne. Dabei ist bemerkenswert, dass er nach einem eher schwachen Jahr 2011 mit dem Putter in der darauffolgenden Saison erfolgreich den Puttgriff änderte (zum „Claw-Grip“ – die in seinem Fall linke Hand umschließt nicht den Griff des Putters, sondern die ausgestreckten Zeige- und Mittelfinger legen sich an denselben). 2013 kehrte Mickelson bei gleichbleibendem Erfolg zum konventionellen Griff zurück, allerdings war zu beobachten, dass er bei The Barclay's innerhalb einer Runde wieder auf den Claw-Grip zurückkam. Beim Putten zeigt er eine der wenigen optisch auffallenden Besonderheiten seines ansonsten recht schulmäßigen Spiels: Nach dem Ansprechen des Balles „kippt“ er den Schläger unmittelbar vor dem Rückschwung in Schlagrichtung.
Eher schwach ist sein Spiel mit dem Driver: Trotz einer eher mittelmäßigen Länge seiner Drives (im Schnitt 292.4 Yards – Rang 70) traf er 2014 nur 58,01 % der Fairways, das ist Rang 140 der PGA Tour.

## Spitznamen
Mickelson bekam die Spitznamen Lefty (weil er linkshändig spielt) und Phil the Thrill (weil er wegen seines aggressiven Spiels oft in Probleme gerät aus denen er sich dann oft mit seinem hervorragenden Kurzspiel wieder befreit).

## Turniersiege

### Major-Championship-Siege (6)
- 2004: The Masters Tournament
- 2005: PGA Championship
- 2006: The Masters Tournament
- 2010: The Masters Tournament
- 2013: The Open Championship
- 2021: PGA Championship

### WGC-Championship-Siege (3)
- 2009: WGC-CA Championship
- 2009: WGC-HSBC Champions
- 2018: WGC-Mexico Championship

### PGA-Tour-Siege (37)
- 1991: Nortel Telecom Open
- 1993: The International, Buick Invitational of California
- 1994: Mercedes Championships
- 1995: Nortel Telecom Open
- 1996: NEC World Series of Golf, GTE Byron Nelson Classic, Phoenix Open, Nortel Open
- 1997: Sprint International, Bay Hill Invitational Presented by Cooper Tires
- 1998: AT&T Pebble Beach National Pro-Am, Mercedes Championships
- 2000: The Tour Championship Presented by Southern Company, MasterCard Colonial, Buick Invitational, BellSouth Classic
- 2001: Canon Greater Hartford Open, Buick Invitational
- 2002: Canon Greater Hartford Open, Bob Hope Chrysler Classic
- 2004: Bob Hope Chrysler Classic
- 2005: FBR Open, AT&T Pebble Beach National Pro-Am, BellSouth Classic
- 2006: BellSouth Classic
- 2007: AT&T Pebble Beach National Pro-Am, The Players Championship, Deutsche Bank Championship
- 2008: Northern Trust Open, Crowne Plaza Invitational at Colonial
- 2009: Northern Trust Open, Tour Championship
- 2011: Shell Houston Open
- 2012: AT&T Pebble Beach National Pro-Am
- 2013: Phoenix Open
- 2019: AT&T Pebble Beach National Pro-Am

### European-Tour-Siege (2)
- 2007: HSBC Champions
- 2013: Scottish Open

### Challenge-Tour-Siege (1)
- 1993: Tournoi Perrier Paris

### Weitere Turniersiege (5)
- 1997: Wendy’s 3-Tour Challenge (mit Fred Couples und Tom Lehman)
- 2000: Wendy’s 3-Tour Challenge (mit Notah Begay III und Rocco Mediate)
- 2001: Tylenol Par-3 Shootout at Treetops Resort
- 2004: TELUS Skins Game, PGA Grand Slam of Golf

### PGA-Tour-Champions-Siege (3)
- 2020: Charles Schwab Series, Dominion Energy Charity Classic
- 2021: Constellation Furyk & Friends

## Resultate in Major Championships
| Turnier               | 1990  | 1991  | 1992 | 1993 | 1994 | 1995 | 1996 | 1997 | 1998 | 1999 | 2000 | 2001 | 2002 | 2003 | 2004 |
| --------------------- | ----- | ----- | ---- | ---- | ---- | ---- | ---- | ---- | ---- | ---- | ---- | ---- | ---- | ---- | ---- |
| The Masters           | DNP   | T46LA | DNP  | T34  | DNP  | T7   | 3    | CUT  | T12  | T6   | T7   | 3    | 3    | 3    | 1    |
| US Open               | T29LA | T55LA | CUT  | DNP  | T47  | T4   | T94  | T43  | T10  | 2    | T16  | T7   | 2    | T55  | 2    |
| The Open Championship | DNP   | T73   | DNP  | DNP  | CUT  | T40  | T41  | T24  | 79   | CUT  | T11  | T30  | T66  | T59  | 3    |
| PGA Championship      | DNP   | DNP   | DNP  | T6   | 3    | CUT  | T8   | T29  | T34  | T57  | T9   | 2    | T34  | T23  | T6   |

| Turnier               | 2005 | 2006 | 2007 | 2008 | 2009 | 2010 | 2011 | 2012 | 2013 | 2014 | 2015 | 2016 | 2017 | 2018 |
| --------------------- | ---- | ---- | ---- | ---- | ---- | ---- | ---- | ---- | ---- | ---- | ---- | ---- | ---- | ---- |
| The Masters           | 10   | 1    | T24  | T5   | 5    | 1    | T27  | T3   | T54  | CUT  | T2   | CUT  | T22  | T36  |
| US Open               | T33  | T2   | CUT  | T18  | T2   | T4   | T54  | T65  | T2   | T28  | T64  | CUT  | DNP  | T48  |
| The Open Championship | T60  | T22  | CUT  | T19  | DNP  | T48  | T2   | CUT  | 1    | T23  | T20  | 2    | CUT  | T24  |
| PGA Championship      | 1    | T16  | T32  | T7   | 73   | T12  | T19  | T36  | T72  | 2    | T18  | 73   | CUT  | CUT  |

| Turnier               | 2019 | 2020 | 2021 | 2022 | 2023 | 2024 | 2025 |
| --------------------- | ---- | ---- | ---- | ---- | ---- | ---- | ---- |
| The Masters           | T18  | T55  | T21  | DNP  | 2    | T43  | CUT  |
| PGA Championship      | T71  | T71  | 1    | DNP  | T58  | CUT  | CUT  |
| US Open               | T52  | CUT  | T62  | CUT  | CUT  | CUT  | CUT  |
| The Open Championship | CUT  | KT   | CUT  | CUT  | CUT  | T60  | T56  |

LA= Bester Amateur

DNP = nicht teilgenommen

CUT = Cut nicht geschafft

„T“ geteilte Platzierung

KT = Kein Turnier (Ausfall wegen Covid-19)

Grüner Hintergrund für Sieg

Gelber Hintergrund für Top 10.

## Teilnahmen an Mannschaftswettbewerben
Amateur
- Walker Cup: 1989, 1991 (Sieger)
- Eisenhower Trophy: 1990.

Professional
- Presidents Cup: 1994 (Sieger), 1996 (Sieger), 1998, 2000 (Sieger), 2003 (remis), 2005 (Sieger), 2007 (Sieger), 2009 (Sieger), 2011 (Sieger), 2013 (Sieger), 2015 (Sieger), 2017 (Sieger)
- Ryder Cup: 1995, 1997, 1999 (Sieger), 2002, 2004, 2006, 2008 (Sieger), 2010, 2012, 2014, 2016 (Sieger), 2018
- Alfred Dunhill Cup: 1996 (Sieger)